# Prieuré de Castle Acre
Le prieuré de Castle Acre est un prieuré clunisien situé dans le village de Castle Acre, dans le Norfolk, en Angleterre, dédié à sainte Marie, saint Pierre et saint Paul. On pense qu'il a été fondée en 1089 par Guillaume de Warenne, 2e comte de Surrey (le fils du 1er comte de Surrey qui a fondé le premier prieuré clunisien d'Angleterre à Lewes en 1077). L'ordre est originaire de Bourgogne. À l'origine, le prieuré est situé dans l'enceinte du château de Castle Acre, mais cela s'est avéré trop petit et peu pratique pour les moines ; c'est pourquoi le prieuré est transféré sur le site actuel dans le parc du château environ un an plus tard.
Le prieuré est dissous en 1537 et ses ruines sont sous la garde de l'English Heritage, ainsi que le château voisin d'Acre Bailey Gate et le château de Castle Acre.

## Description
L'église elle-même est consacrée entre 1146 et 1148. Si la famille Warenne a pu être les principaux bienfaiteurs du prieuré, d'autres donne également généreusement, par exemple Scolland de Bedale, intendant d'Alan comte de Richmond, qui y est enterré. Comme les autres maisons clunisiennes, le prieuré de Castle Acre est directement soumis à l'autorité de l'abbé de Cluny. Cependant, pour des raisons pratiques, le prieur de Lewes est généralement chargé d'agir au nom de l'abbé lorsque des problèmes survenaient à Castle Acre. Cependant, cette obéissance due à un abbé étranger cause des difficultés lorsque les rois d'Angleterre sont en conflit avec la France et/ou la Bourgogne. Au milieu du XIVe siècle, les Clunisiens anglais résolvent cette difficulté en achetant une reconnaissance légale spéciale du roi en tant que maisons religieuses « indigènes ». Le prieuré abritait entre 20 et 30 moines.
La nef de l'église est l'une des parties les plus anciennes de la ruine. Des ajouts ultérieurs sont réalisés jusqu'à ce que le prieuré soit dissous en 1537 sous Henri VIII, et lorsque le roi donne le prieuré dissous au duc de Norfolk avec ses domaines, les moines restants sont expulsés.

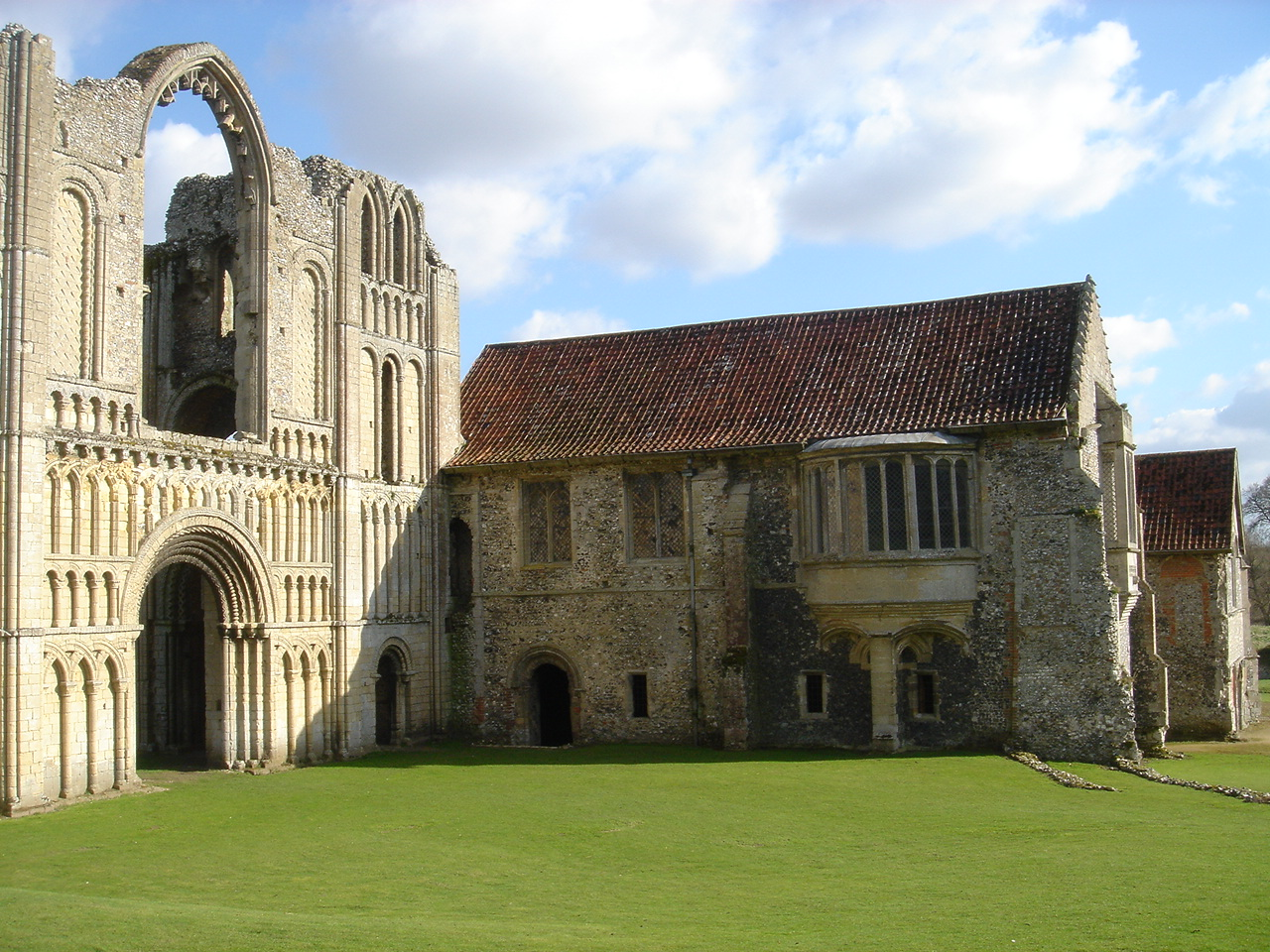
La façade ouest et le logement du prieur

Les domaines passent finalement à Edward Coke, dont le descendant, le comte de Leicester possède désormais les ruines et le château d'Acre.
Les ruines actuelles sont très impressionnantes, la grande façade ouest du bâtiment est presque complète et le logement du prieur est dans un état similaire.

## Apparitions dans les médias
Des scènes du film d'horreur classique La Tombe de Ligeia (1964, réalisé par Roger Corman, avec Vincent Price) sont  tournées dans les ruines du prieuré de Castle Acre.
Le prieuré est également utilisé dans l'émission télévisée pour enfants Knightmare sous le titre Les Ruines de Dungarth. Il figure également en bonne place dans le film Glorious 39.